# Rakovski (Plovdiv)
Pour la commune, voir Rakovski (obchtina).
Rakovski (bulgare : Раковски) est une ville située dans le sud-est de la Bulgarie.

## Géographie

### Géographie physique
Rakovski est située dans le centre de la Bulgarie, à 163 km à l'est-sud-est de la capitale Sofia et à 25 km au nord-est de la capitale régionale Plovdiv. La ville est le chef-lieu de la commune de Rakovski.

### Géographie humaine
| 1918  | 1926  | 1934  | 1943   | 1967   | 1975   | 1985   | 1992   | 2001   |
| ----- | ----- | ----- | ------ | ------ | ------ | ------ | ------ | ------ |
| 7 000 | 7 948 | 9 700 | 10 580 | 13 800 | 14 799 | 16 441 | 15 799 | 16 610 |

| 2011   | 2021   | 2022   | - | - | - | - | - | - |
| ------ | ------ | ------ | - | - | - | - | - | - |
| 15 099 | 14 679 | 14 843 | - | - | - | - | - | - |

NB : Jusqu'à 1967, population des trois villages fusionnés pour former la ville de Rakovski.

## Histoire

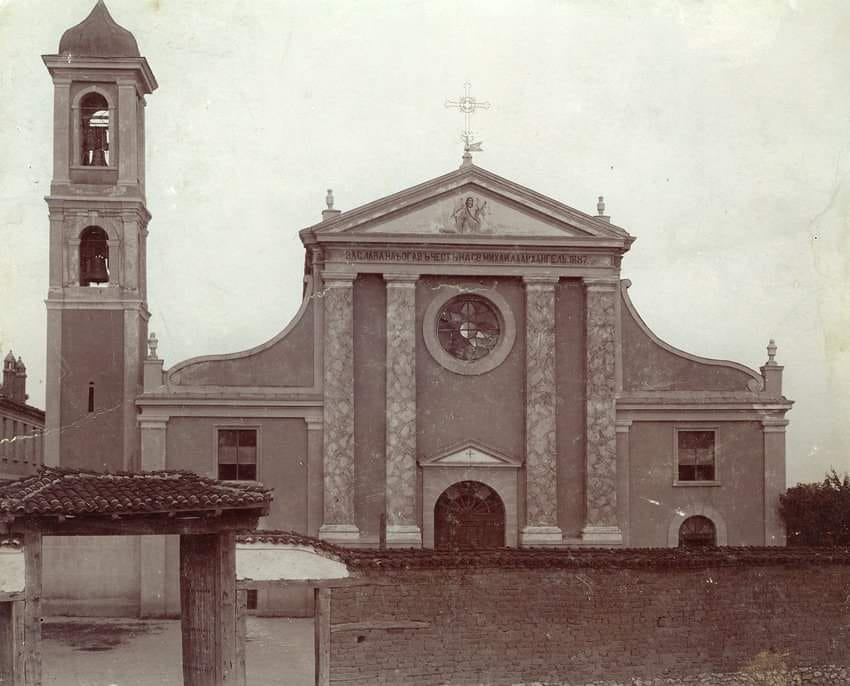
L'église de Batlajiy en 1887
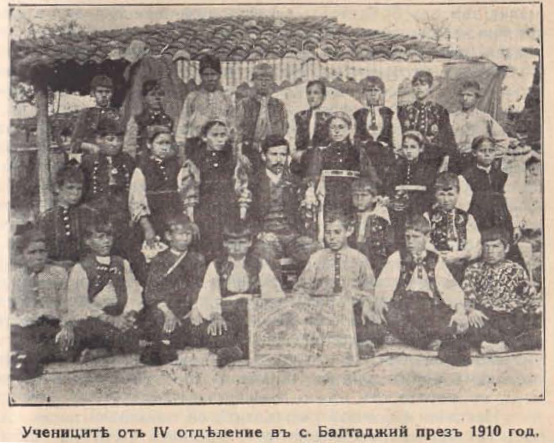
Photo de la classe de 4ème à l'école primaire de Batlajiy en 1910
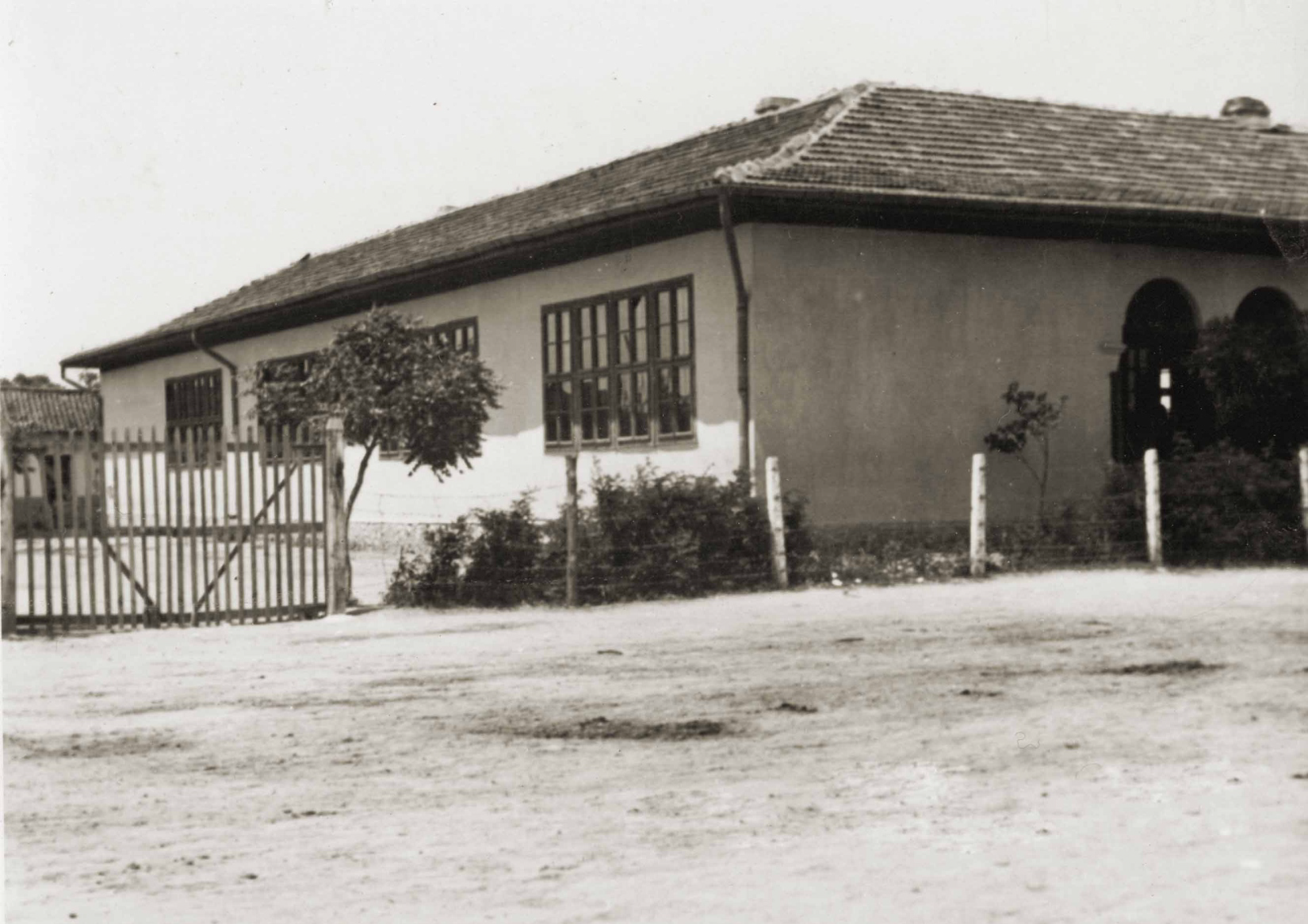
L'école de Batlajiy construite en 1929
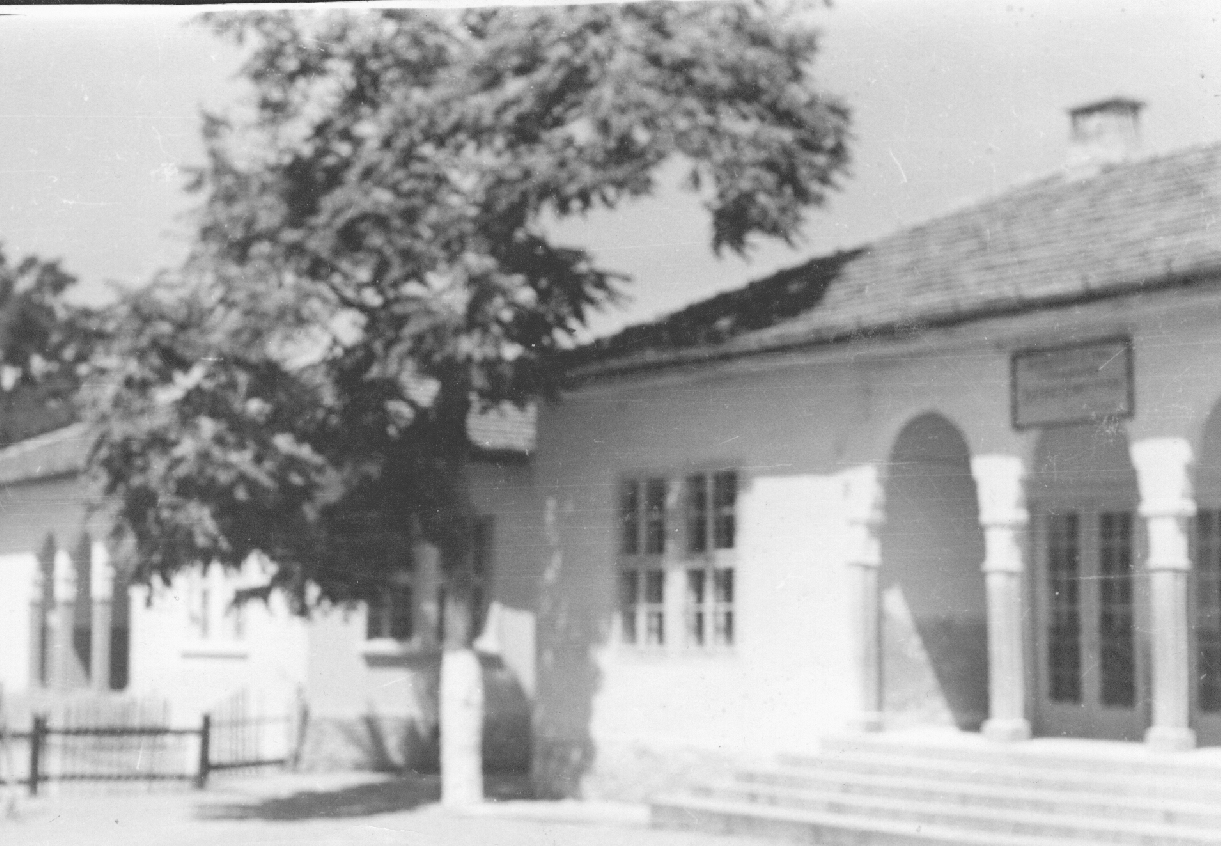
L'école de Kalatchliy construite en 1929
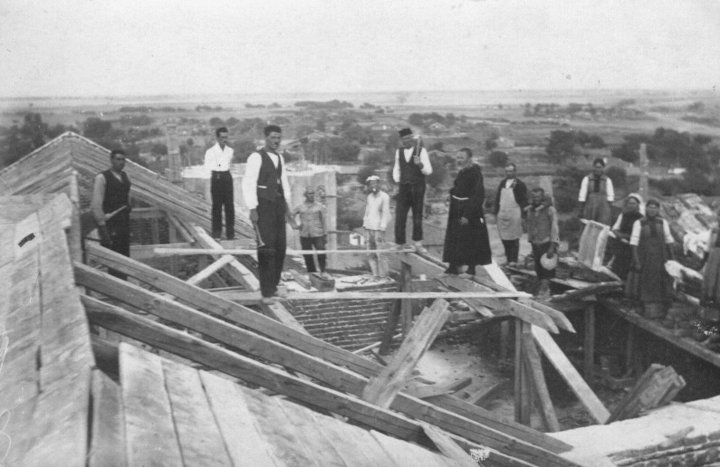
L'église de Kalatchliy construite en 1929
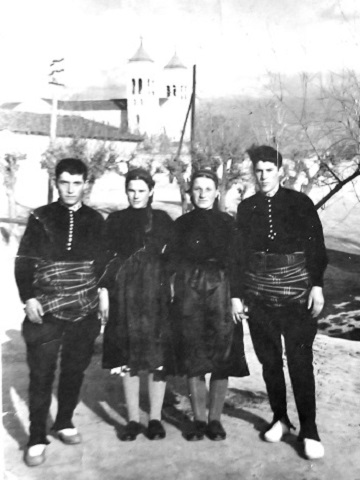
Deux jeunes couples à Sékirovo dans les années 1940
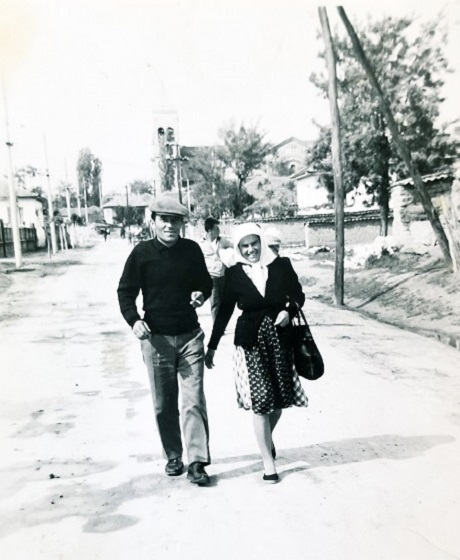
Couple à Sékirovo dans les années 1960

## Administration
La ville de Rakovski est le chef-lieu de la commune de Rakovski. Son maire est le maire de la commune.

## Galerie

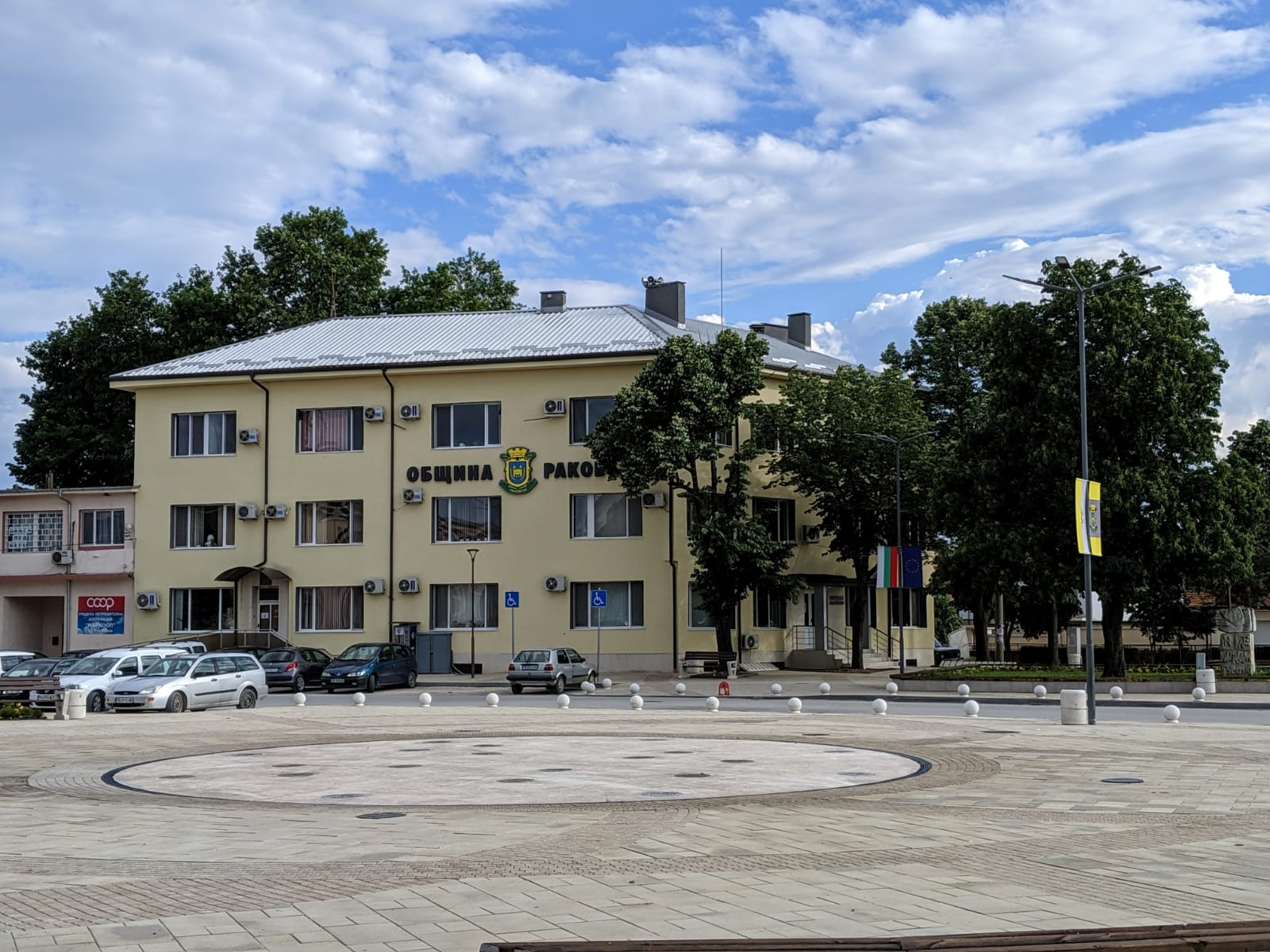
L'hôtel de ville
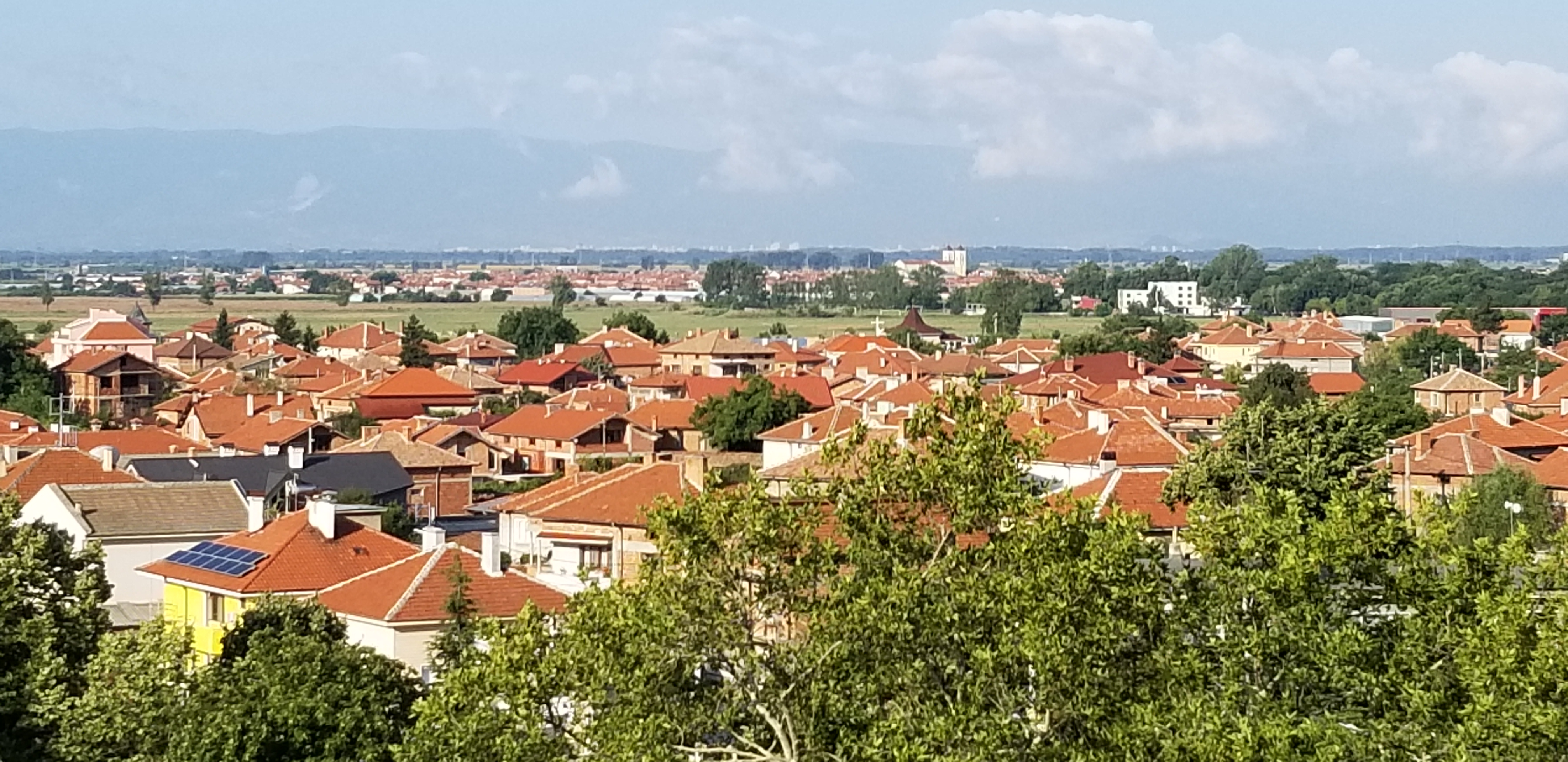
Vue du quartier de "Général Nikolaèvo" en direction du quartier de "Sékirovo" et de la ville de Plovdiv
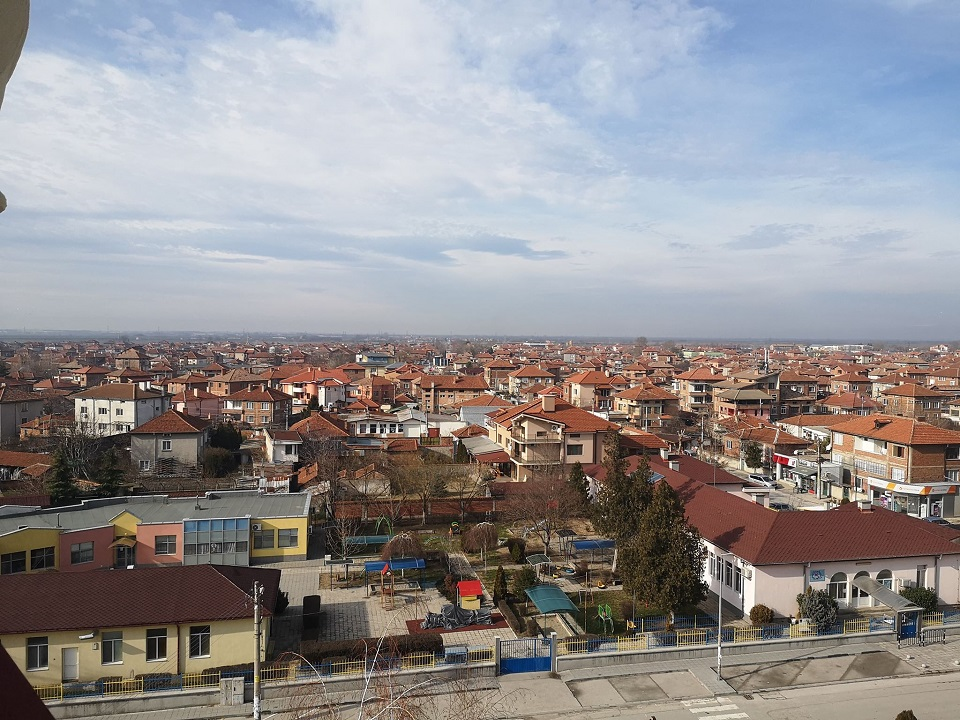
Vue du quartier de "Sékirovo"
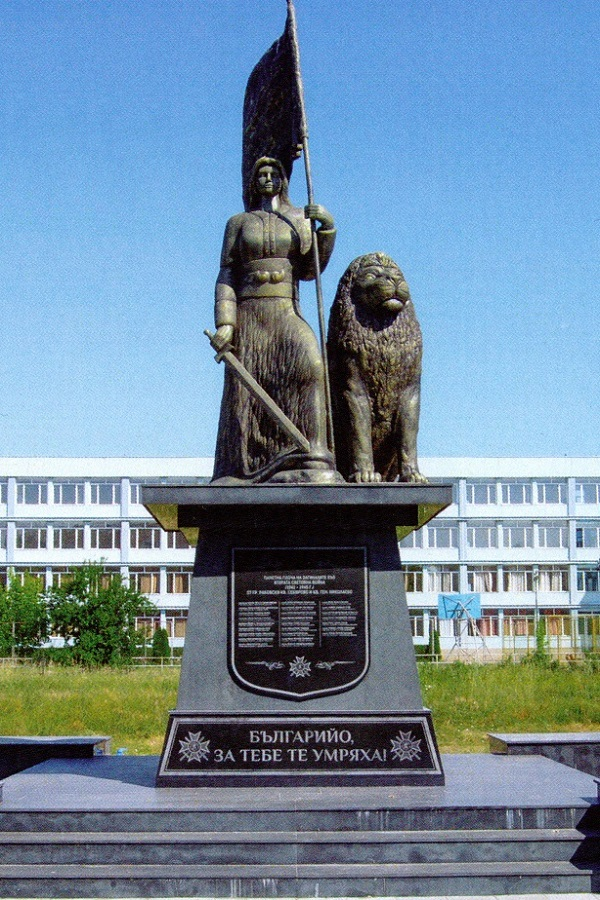
Monument aux morts pour la Patrie